# Kumma

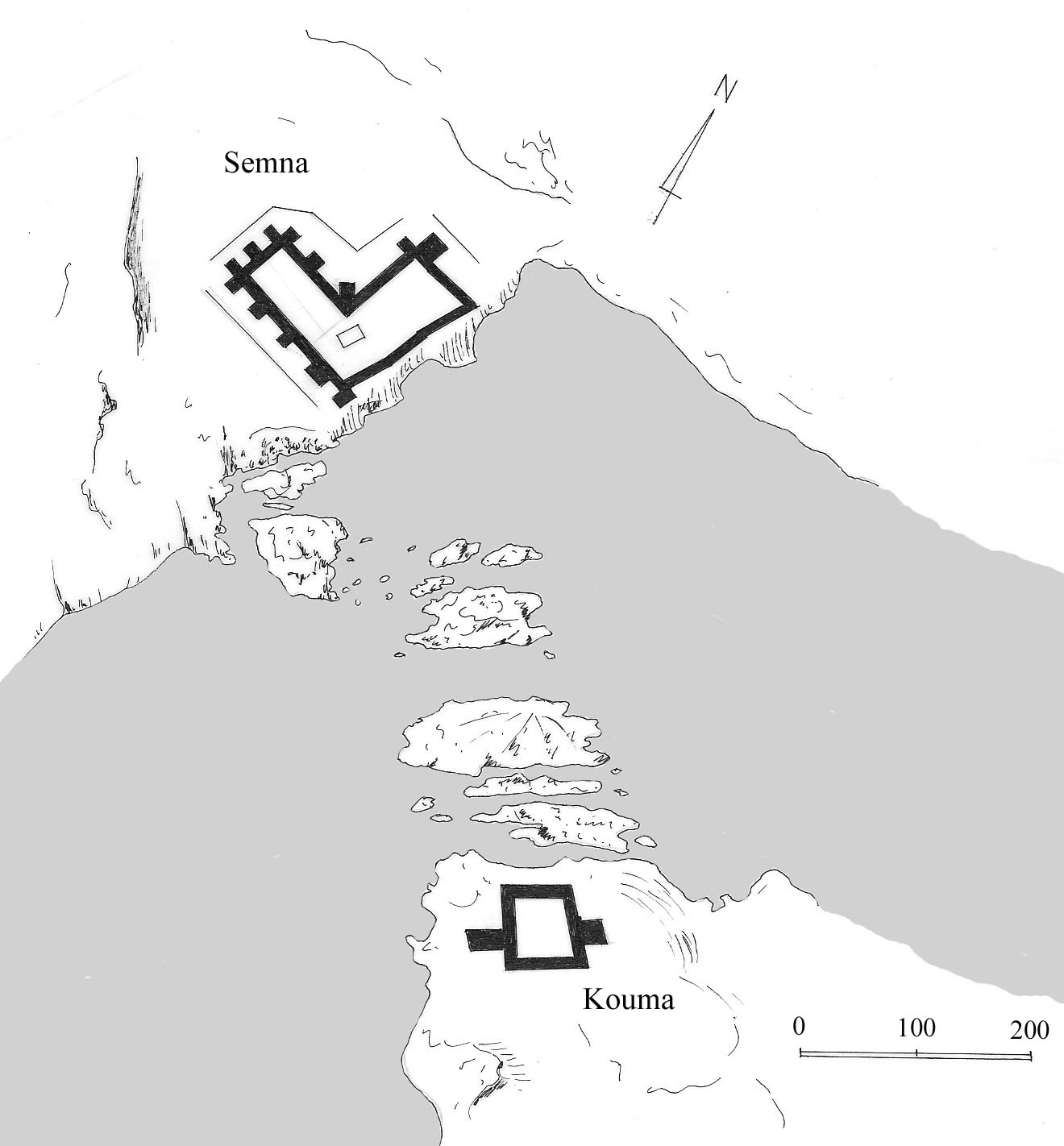
Fortalezas de Semna y Kumma.

Kumma fue un emplazamiento militar y comercial egipcio situado enfrente de la fortaleza de Semna en Nubia, junto a la catarata de Semna (al sur de la segunda catarata) y en la ribera oriental del río Nilo, siendo la única de todas las fortificaciones entre Buhen y Semna que está situada en esta orilla del río. En ella Senusert III construyó un templo consagrado a los dioses del agua Anuket y Jnum así como al dios kushita Dedun. 
Junto a la fortaleza de Semna Sur, y con el desierto situado a ambos lados, protegía militarmente la frontera sur egipcia con el reino nubio de Kerma durante el Imperio Medio del Antiguo Egipto. Su finalidad primordial era proteger Semna, donde se llevaban a cabo las funciones de aduanas, ya que esta tenía también características de emplazamiento comercial y administrativo. 
De forma rectangular, fue construida hacia el 1850 a. C. y evacuada tras el año 1700 a. C. Actualmente la zona está inundada por el lago Nasser, debido a la construcción de la presa de Asuán.  El templo fue salvado y trasladado al  Museo nacional de Sudán.